# アンドレ・ガウヴァオン
アンドレ・ガウヴァオン（André Galvão、1982年9月29日 - ）は、ブラジルの男性柔術家、総合格闘家。サンパウロ州出身。ムエタイ・カレッジ/チーム・ノゲイラ所属。ブラジリアン柔術三段。姓の表記に関してはガルバオン、ガウボンなどの異同がある。
「怪童」と呼ばれ、柔術中量級ではマルセロ・ガッシアと並ぶトップ選手であり、無差別級でも結果を残した。

## 来歴
2004年、世界柔術選手権の茶帯メジオ（-79 kg）級と無差別級で優勝した。
2005年3月に黒帯に昇格し、パンアメリカン柔術選手権・ブラジル柔術選手権・世界柔術選手権のメジオ級で三冠を達成する（ブラジル柔術選手権では無差別級も優勝）。
2006年、世界柔術選手権では6年振りに復帰したニーノ・"エルビス"・シェンブリを破って決勝進出を果たすも、決勝ではマルセロ・ガッシアに敗れ2位に終わる。
2007年3月、アブダビコンバットブラジル予選に出場、ミルトン・ヴィエイラ、ダニエル・モラエスを破り、ハイレベルな予選を突破する。5月の本大会では-77kg未満級で3位に入賞、無差別級でもファブリシオ・ヴェウドゥム、アレッシャンドリ・カカレコという重量級選手を破り3位入賞を果たした。8月のムンジアルでは同門のルーカス・レイチと優勝を分け合っている（記録上は2位）。
2008年4月のパンナムで1階級上げたメイオペサード級（-85 kg）と無差別級で2冠を飾る。5月に来日し出場したヒクソン・グレイシー国際カップでも2冠を達成した。6月のムンジアルでは階級別で優勝、無差別級では準決勝でホジャー・グレイシーに敗れ3位に入賞した。
2008年8月30日に総合格闘技デビュー、ジェレミア・メトカルフに一本勝ちし、初勝利を収めた。
2009年4月5日、DREAM初参戦となったDREAM.8のウェルター級（-76 kg）グランプリ1回戦でジョン・アレッシオと対戦し、腕ひしぎ十字固めで一本勝ち。7月20日、DREAM.10のウェルター級グランプリ準決勝でジェイソン・ハイと対戦し、1-2の判定負け。
2010年3月26日、Strikeforce初参戦となったStrikeforce Challengers 7でルーク・スチュアートと対戦し、2-1の判定勝ち。
2011年9月、ADCC 2011の88kg未満級出場し、決勝戦でホジマール・パリャーレスを破り優勝。無差別級にも出場し、決勝戦で88kg未満級の準決勝と同じ対戦カードとなったパブロ・ポポビッチを破り2冠を達成した。
2013年10月、ADCC 2013のスーパーファイト王座決定戦でブラウリオ・エスティマと対戦し、リアネイキドチョークで一本勝ちを収め王座獲得に成功した。
2015年8月、ADCC 2015のスーパーファイト選手権試合でホベウト・サイボーグと対戦し、ポイント勝ちを収め初防衛に成功した。

## 人物・エピソード
- 2008年5月の来日時、後の北京オリンピック柔道金メダリストの石井慧とスパーリングを行っている。ガウヴァオンは石井の寝技を高く評価していた。その際の ツーショット写真 も残っている。

## 戦績

### 総合格闘技
| 総合格闘技 戦績 | 総合格闘技 戦績 | 総合格闘技 戦績 | 総合格闘技 戦績 | 総合格闘技 戦績 | 総合格闘技 戦績 | 総合格闘技 戦績 |
| --------------- | --------------- | --------------- | --------------- | --------------- | --------------- | --------------- |
| 7 試合          | (T)KO           | 一本            | 判定            | その他          | 引き分け        | 無効試合        |
| 5 勝            | 1               | 3               | 1               | 0               | 0               | 0               |
| 2 敗            | 1               | 0               | 1               | 0               | 0               | 0               |

| 勝敗 | 対戦相手                   | 試合結果                            | 大会名                                                                       | 開催年月日     |
| ×    | タイロン・ウッドリー       | 1R 1:48 KO（右ストレート→パウンド） | Strikeforce: Diaz vs. Noons 2                                                | 2010年10月9日  |
| ○    | ジョルジ・パチーユ・マカコ | 3R 2:45 TKO（パウンド）             | Strikeforce: Houston                                                         | 2010年8月21日  |
| ○    | ルーク・スチュアート       | 5分3R終了 判定2-1                   | Strikeforce Challengers 7                                                    | 2010年3月26日  |
| ×    | ジェイソン・ハイ           | 2R（10分/5分）終了 判定1-2          | DREAM.10 ウェルター級グランプリ2009 決勝戦 【ウェルター級グランプリ 準決勝】 | 2009年7月20日  |
| ○    | ジョン・アレッシオ         | 1R 7:34 腕ひしぎ十字固め            | DREAM.8 ウェルター級グランプリ2009 開幕戦 【ウェルター級グランプリ 1回戦】   | 2009年4月5日   |
| ○    | マイキー・ゴメス           | 1R 3:59 腕ひしぎ十字固め            | Fight Sport Championship: Evolution                                          | 2008年12月14日 |
| ○    | ジェレミア・メトカルフ     | 2R 2:05 腕ひしぎ十字固め            | JG and TKT Promotions: Fighting 4 Kidz                                       | 2008年8月30日  |

### グラップリング
| 勝敗 | 対戦相手               | 試合結果                   | 大会名                                              | 開催年月日     |
| ○    | ホベウト・サイボーグ   | ポイント6-0                | ADCC Worlds 2015 【ADCCスーパーファイト選手権試合】 | 2015年8月30日  |
| ○    | チェール・ソネン       | 13:50 リアネイキドチョーク | Metamoris 4                                         | 2014年8月9日   |
| ○    | ブラウリオ・エスティマ | リアネイキドチョーク       | ADCC Worlds 2013 【ADCCスーパーファイト王座決定戦】 | 2013年10月20日 |

## 獲得タイトル
- 第7回アブダビコンバット 77kg未満級 3位・無差別級 3位（2007年）
- 第8回アブダビコンバット 88kg未満級 準優勝（2009年）
- 第9回アブダビコンバット 88kg未満級 優勝・無差別級 優勝（2011年）
- 世界柔術選手権 茶帯メジオ級・アブソルート級 優勝（2004年）
- 世界柔術選手権 黒帯メジオ級 優勝（2005年）
- 世界柔術選手権 黒帯メジオ級 準優勝（2006年）
- 世界柔術選手権 黒帯メジオ級 準優勝（2007年）
- 世界柔術選手権 黒帯メイオペサード級 優勝・アブソルート級3位（2008年）
- 世界柔術選手権 黒帯ヘビー級 優勝（2014年）
- 世界柔術選手権 黒帯ヘビー級 優勝（2016年）
- パンアメリカン柔術選手権 茶帯メジオ級 優勝（2004年）
- パンアメリカン柔術選手権 黒帯メジオ級 優勝（2005年）
- パンアメリカン柔術選手権 黒帯メジオ級 優勝（2006年）
- パンアメリカン柔術選手権 黒帯メイオペサード級 優勝・アブソルート級 優勝（2008年）
- ADCCスーパーファイト王座（2013年）